# KUKA

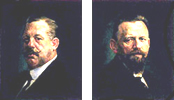
Het bedrijf is in 1898 door Johann Josef Keller en Jacob Knappich opgericht

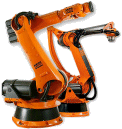
KUKA´s industriële robots

KUKA Industrial Robots is een van de voornaamste fabrikanten van industriële robots en automatiseringssystemen voor diverse industrieën, voor onder meer automotive, gefabriceerde metalen, voeding en plastics. 
Het bedrijf heeft wereldwijd 25 dochterondernemingen, voornamelijk sales- en servicevestigingen, onder andere in de Verenigde Staten, Canada, Mexico, Brazilië, Argentinië en Chili en Azië alsook in bijna alle Europese landen. 
KUKA is een geregistreerd merk voor industriële robots en andere producten van het bedrijf. De naam van het bedrijf bestaat uit de beginletters van de oprichters, Keller und Knappich Augsburg. 
In 2017 zijn bijna alle aandelen in handen van het Chinese bedrijf Midea.

## Geschiedenis
KUKA werd in 1898 door Johann Josef Keller en Jakob Knappich in Augsburg, Duitsland opgericht. Lag de focus in de beginjaren op huis- en straatverlichting, concentreerde men zich al snel op andere dingen (lasapparatuur en –installaties; grotere containers), om zich uiteindelijk tot 1966 als een marktleider van gemeentevoertuigen in Europa te etaleren. 
In 1973 werd er pionierswerk verricht en 's werelds eerste industriële robot FAMULUS ontwikkeld. Het bedrijf behoorde in deze tijd tot het Quandt-concern. In 1980 trok zich familie Quandt echter terug en er ontstond een openbare vennootschap. Het bedrijf werd in 1995 in KUKA Schweissanlagen GmbH (nu KUKA Systems GmbH) en KUKA Roboter GmbH opgesplitst. 
Vandaag de dag concentreert zich KUKA op geavanceerde automatiseringsoplossingen voor industriële productieprocessen. Het bedrijf behoort tot KUKA AG (voormalig IWKA Group).

### Recente ontwikkelingen
- 1971 – Europa's eerste lasstraat voor Daimler Benz gebouwd.
- 1973 - FAMULUS – eerste industriële robot met zes elektromechanisch aangedreven assen.
- 1976 – IR 6/60 – Een compleet nieuw robotmodel met zes elektromechanisch aangedreven assen. Tegenwoordig variëren de robots van het bedrijf met 4 en 6 assen van 3 kg tot 1.000 kg nuttige lading en een bereik van 350 mm tot 3700 mm.
- 1989 – Een nieuwe generatie industriële robots wordt ontwikkeld – borstelloze motoren voor lage onderhoudskosten en een hogere technische capaciteit.
- 2007 – KUKA "titan" – de tot dan toe grootste en sterkste industriële robot met zes assen, vermelding in het Guinness Book of Records.[2]
- 2010 – De robotserie KR QUANTEC is de eerste robotfamilie die een draaglast van 90 kg tot 300 kg en een bereik tot 3100 mm compleet afdekt.
- 2012 – De nieuwe compacte robotserie KR AGILUS komt op de markt.
- 2014 – Overname Swisslog.
- 2017 – Overname door het Chinese bedrijf Midea.

### Overname Swisslog
Eind 2014 deed KUKA een overnamebod op alle uitstaande aandelen van het Zwitserse bedrijf Swisslog. KUKA wil hiermee zijn positie versterken en een grote diversiteit van klanten automatiseringsoplossingen kunnen bieden. Swisslog is vooral actief in de distributiesector, inclusief e-commerce en farma, en de opslag van gekoelde voeding en opslag van medicatie in ziekenhuizen. Swisslog blijft een zelfstandig onderdeel en behoudt zijn merknaam.

### Overname door Midea
In mei 2016 deed het Chinese bedrijf Midea een bod op alle aandelen KUKA. Midea maakt huishoudelijke apparatuur en wil meer producten met een hogere toegevoegde waarde en technologische inhoud leveren. In februari 2016 had het Chinese bedrijf al een belang van 10% in KUKA opgebouwd. Andere grootaandeelhouders zijn de Voith Group met 25% van de aandelen en Friedhelm Loh met 10%. In januari 2017 werd de overname door Midea afgerond. Midea had per december 2018 zo'n 94,5% van de aandelen in handen en de free float was iets minder dan 5,5%. Midea staat toe dat KUKA zelfstandig beleid mag voeren met een eigen hoofdkantoor en management. In november 2017 vertrok KUKA's bestuursvoorzitter Till Reuter vroegtijdig, volgens Duitse media gebeurd onder druk van de Chinese eigenaren.

## Activiteiten

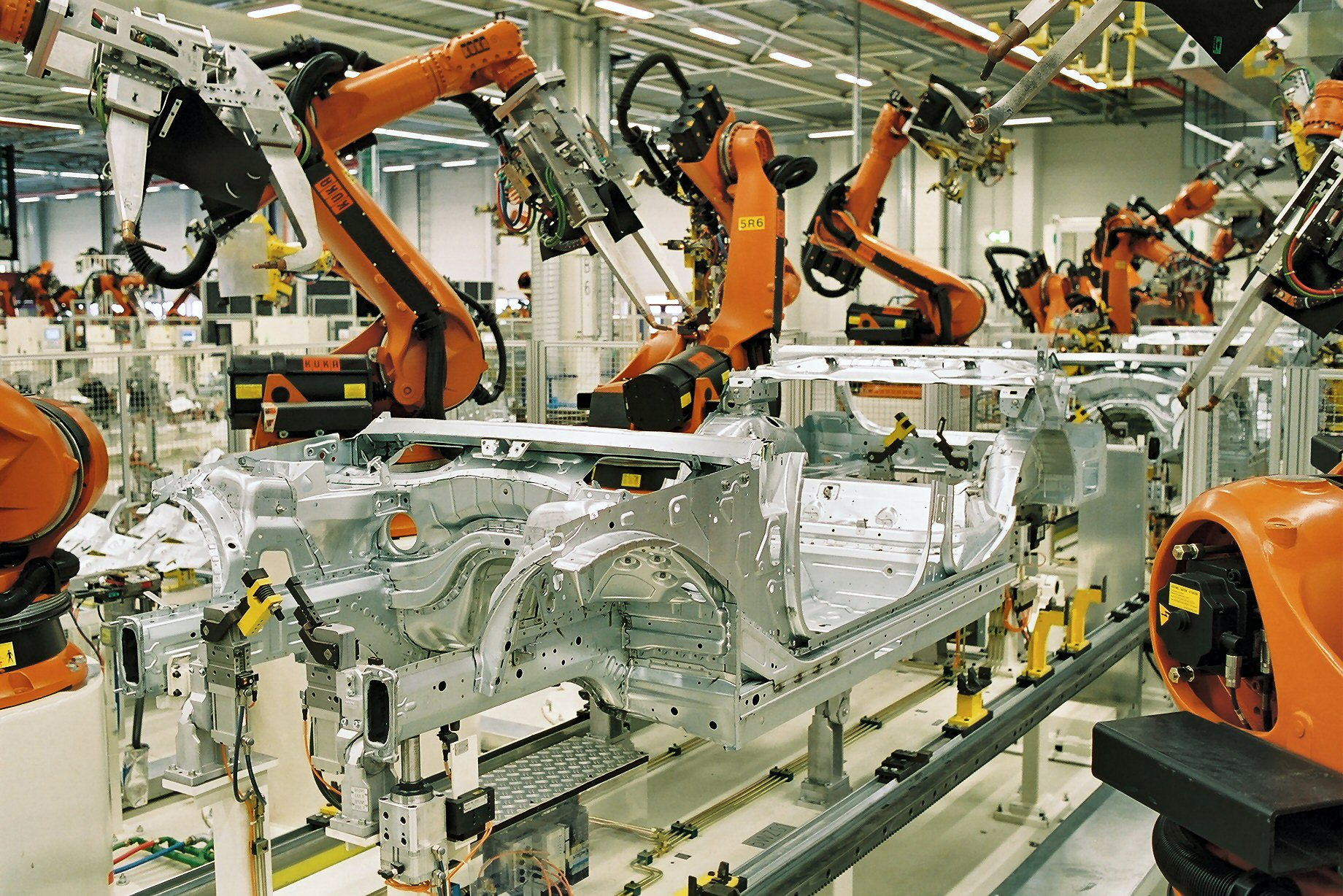
Automotive: Puntlassen autocarrosserieën

KUKA AG heeft de activiteiten verdeeld over drie divisies:
- Robotics: de automobielindustrie is de belangrijkste klant, maar in toenemende mate zijn de producten ook in andere branches te vinden. Het is wereldwijd een van de drie marktleiders op het gebied van industriële robots in de automobielindustrie en enige marktleider in Europa. Dit onderdeel telde wereldwijd 5.399 medewerkers per 31 december 2018.
- Systems: klantspecifieke automatiseringsoplossingen voor de productie, met name voor de automobielindustrie.
- Swisslog: automatiseringsoplossingen voor de distributie van e-commerce-bedrijven, detailhandel, consumentengoederen en voor de gezondheidszorg. Het is de kleinste activiteit met een omzetaandeel van 25% in 2018.

## Resultaten
| Jaar | Omzet KUKA Roboter | Omzet KUKA AG | Netto resultaat KUKA AG | Medewerkers KUKA AG |
| ---- | ------------------ | ------------- | ----------------------- | ------------------- |
| 2007 |                    | 1286          |                         |                     |
| 2008 | 413                | 1266          |                         |                     |
| 2009 | 330                | 902           |                         |                     |
| 2010 | 435                | 1078          |                         |                     |
| 2011 | 616                | 1435          |                         |                     |
| 2012 | 751                | 1739          |                         |                     |
| 2013 | 754                | 1775          |                         |                     |
| 2014 | 835                | 2096          | 68                      | 12.102              |
| 2015 | 910                | 2966          | 86                      | 12.300              |
| 2016 | 993                | 2948          | 86                      | 13.188              |
| 2017 | 1201               | 3479          | 88                      | 14.256              |
| 2018 | 1182               | 3242          | 17                      | 14.235              |

## Systeeminformatie en toepassingen

### Systeeminformatie
De KUKA-systeemsoftware is het besturingssysteem en daarmee het hart van de gehele robotbesturing. Het bevat alle basisfuncties die voor gebruik van het robotsysteem benodigd zijn.
De robots hebben een bedienpaneel met geïntegreerde 6D-muis en een resolutie van 640 × 480 pixels, waarmee de manipulator wordt bewogen, posities opgeslagen worden (TouchUp) of modules, functies, datalijsten, etc. gemaakt en bewerkt kunnen worden.
Om de assen handmatig te hanteren, moet de schakelaar bediend worden die zich op de achterkant van het bedienpaneel (KUKAControlPanel (KCP)) bevindt. Deze wordt met een VGA-aansluiting en een CAN-bus met de besturing verbonden.
In de besturingskast bevindt zich een industriële pc, die via de MFC met het robotsysteem communiceert. Besturingssignalen tussen manipulator en besturing worden via een zogenaamde DSE RDW-verbinding overgebracht. De DSE-kaart bevindt zich in de besturingskast, de RDW-kaart in het voetstuk van de robot.
De besturing van het oudere type KR C1 werd met Windows 95 geleverd, die op een VxWorks-software liep. Tot de randapparatuur horen een cd-rom- en een floppydrive, optioneel ook een Ethernet-, PROFIBUS-, INTERBUS-, DeviceNet- of Profinet-aansluiting.
De besturing van het actuele robottype KR C4, een universeel besturingssysteem voor alle KUKA-robots, wordt met Windows XP geleverd. Tot de randapparatuur horen een USB-aansluiting, een Ethernet-aansluiting en optioneel aansluitingen voor PROFIBUS, INTERBUS, DeviceNet of een Profinet.
De meeste robots worden in "KUKA oranje" (RAL 2003) en zwart geleverd.

### Toepassingen
De toepassingen van de industriële robots zijn veelzijdig. KUKA's robotproducten worden gewoonlijk gebruikt in fabrieken, voor het lassen, laden en ontladen, hanteren, palletiseren, verpakken, bewerken of andere geautomatiseerde taken, maar ook in ziekenhuizen voor hersenchirurgie en radiografie. Industriële robots KUKA worden bijvoorbeeld gebruikt door GM, Chrysler, Ford, Porsche, BMW, Audi, Mercedes-Benz, Volkswagen, Ferrari, Harley-Davidson of Boeing, Siemens, IKEA, Swarovski, Walmart, Nestlé, Budweiser, BSN medical, Coca-Cola en vele anderen. Onderstaand enige concrete toepassingen:

#### Transport
Bij het transporteren van zware lasten kunnen industriële robots een belangrijke rol spelen. Van hun draaglast en de flexibele positionering wordt vaak gebruikgemaakt.

#### Levensmiddelenindustrie
De robots van KUKA vinden ook toepassing in de levensmiddelenindustrie. Hier verminderen ze betrouwbaar de belasting van mens en machine bij geavanceerde taken zoals het laden en lossen van verpakkingsmachines, snijden van vlees, stapelen en palletiseren alsook bij het overnemen van kwaliteitscontroles.

#### Bouw
Verschillende toepassingsmogelijkheden biedt ook de bouwindustrie: Zowel voor een gelijkmatige materiaalstroom alsook voor processen zoals de verdere bewerking en een efficiënte productie worden robots ingezet.

#### Glasindustrie
Processtappen zoals de thermische verwerking van glas en kwartsglas in de productie van laboratoriumglas, het buigen en vormen of de productie van standaard- en serieartikelen zijn in de glasindustrie toepassingen van de robots.

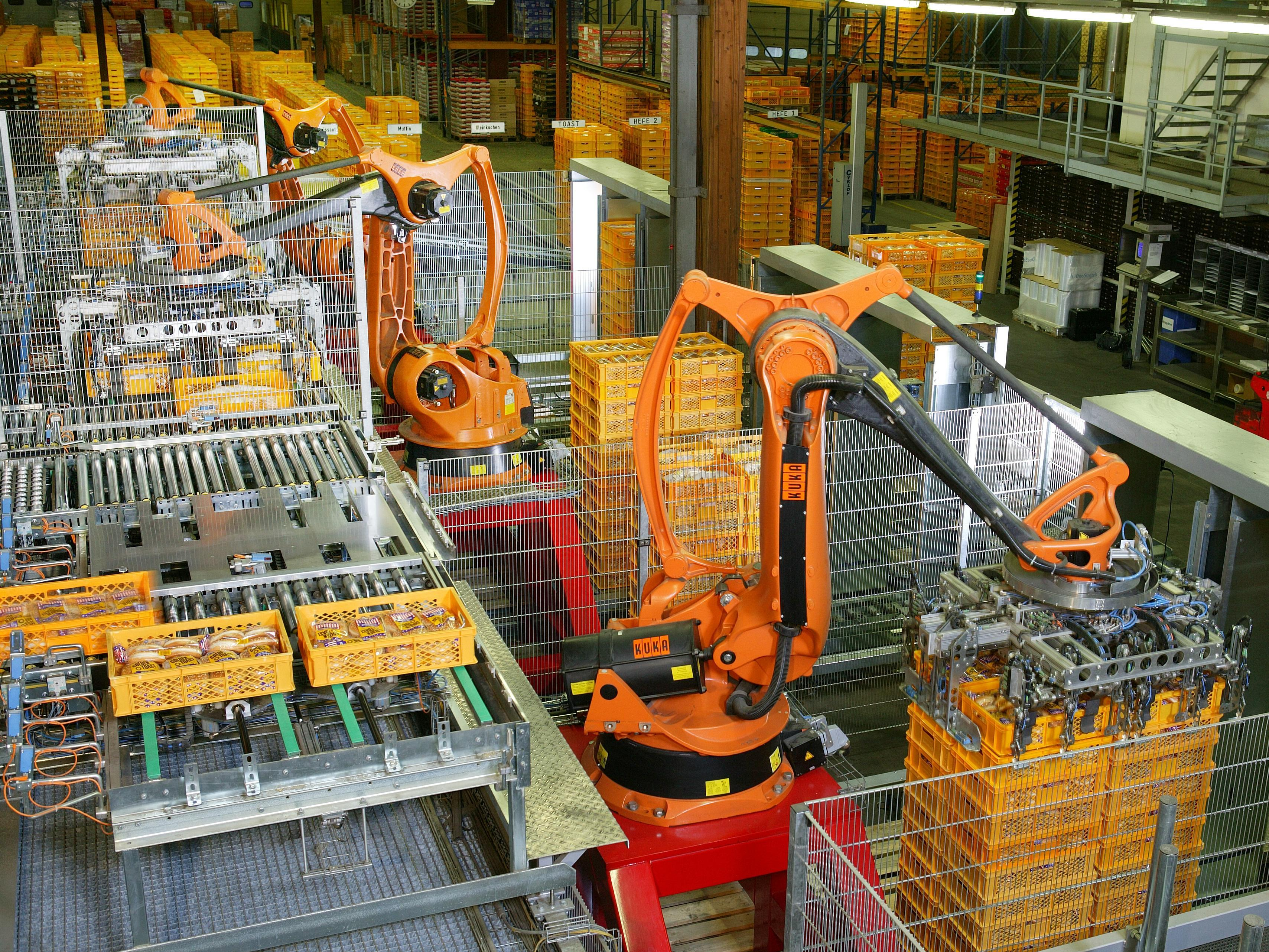
Palletiseren en verpakken van brood
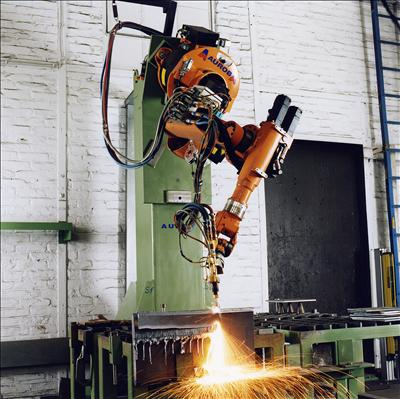
Snijden van staalconstructies
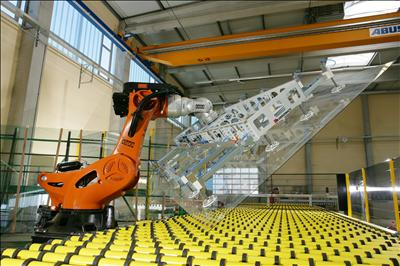
Transporteren van vlakglas

#### Gieten en smeden
De industriële robots kunnen direct aan, in en op de gietmachines worden ingezet, omdat ze hitte- en vuilbestendig zijn. In de verdere bewerking zoals het ontbramen, slijpen of boren en bij kwaliteitscontroles kunnen de KUKA-robots ook gebruikt worden.

#### Houtindustrie
Slijpen, frezen, boren, zagen, palletiseren of sorteren zijn applicaties, die in deze industrie door robots ondersteund kunnen worden.

#### Metaalbewerking
De voornaamste toepassingen zijn verwerkingsprocessen zoals boren, frezen, snijden of buigen en stansen. Natuurlijk worden industriële robots ook bij las-, montage-, laad- of lasprocessen ingezet.

#### Steenbewerking
De keramiek- en steenindustrie gebruikt industriële robots bij het zagen van steenplaten tot totaal geautomatiseerde 3D-bewerking.

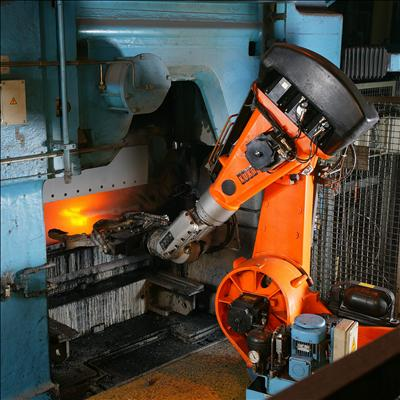
Gieterijautomatisering met hittebestendige robotarm
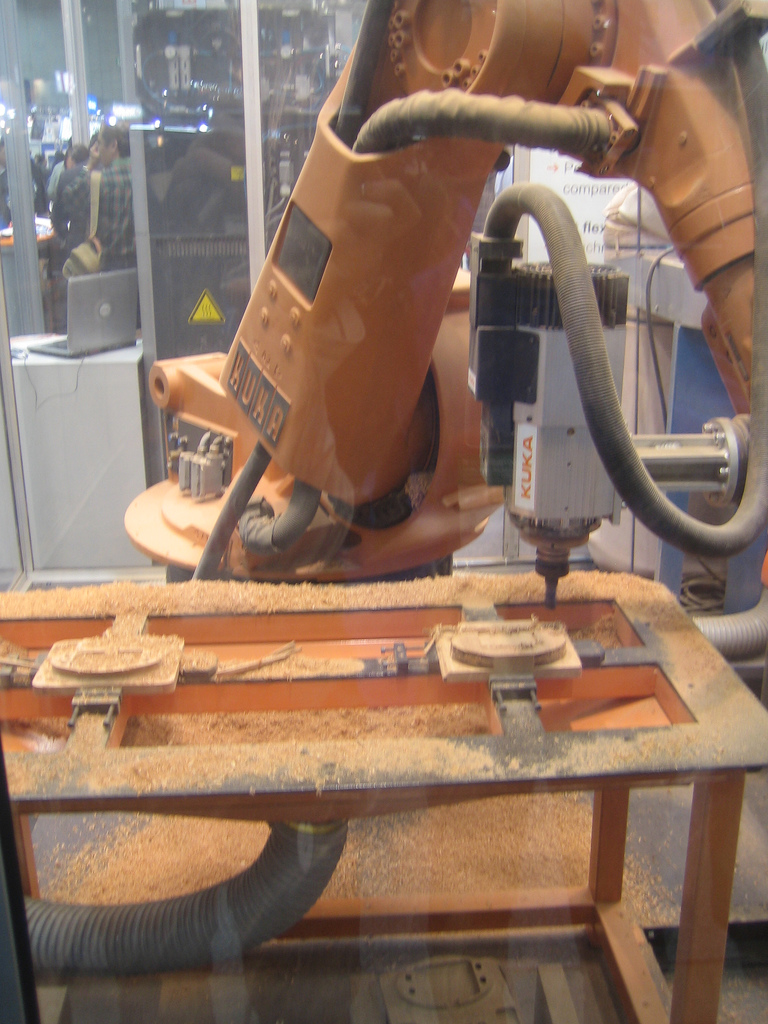
Houtbewerking: CNC frezen
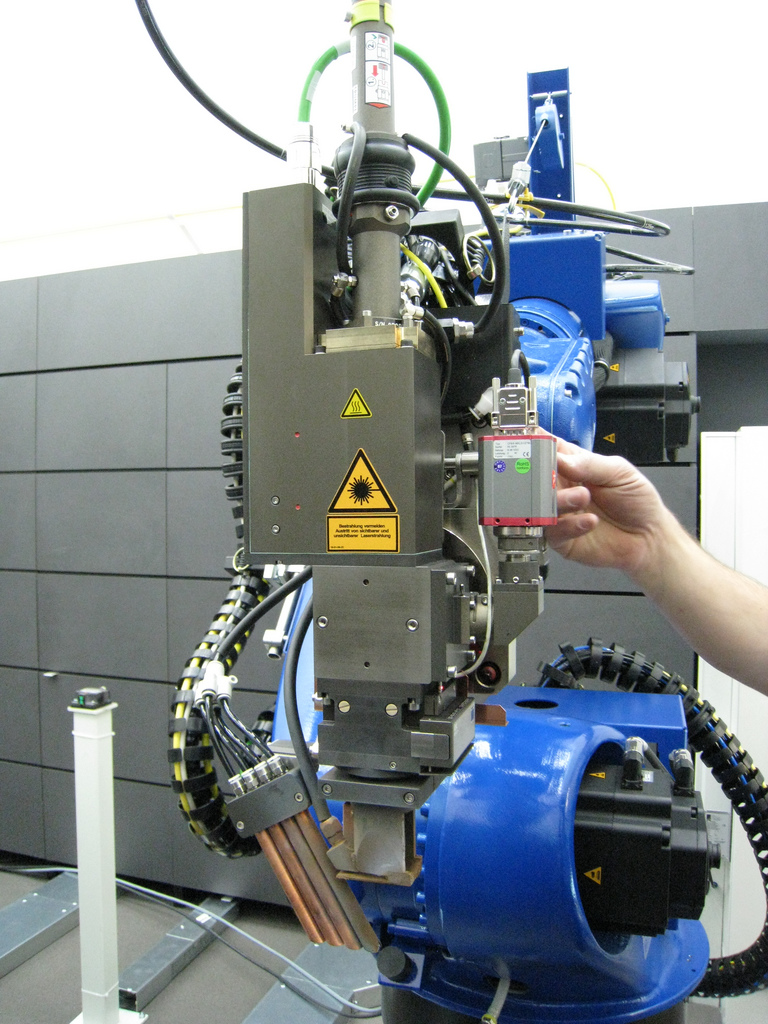
Metaalbewerking: YAG-Lasersnijden
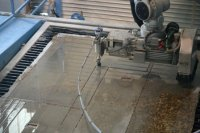
Steenbewerking: Waterjet snijden van granietkeukenbladen

#### Attractieparken
Robotarmen worden ook als pretparkattractie toegepast. Aan het uiteinde van de robotarm bevinden zich zitplaatsen voor bezoekers. KUKA is de uitvinder van de robocoaster.

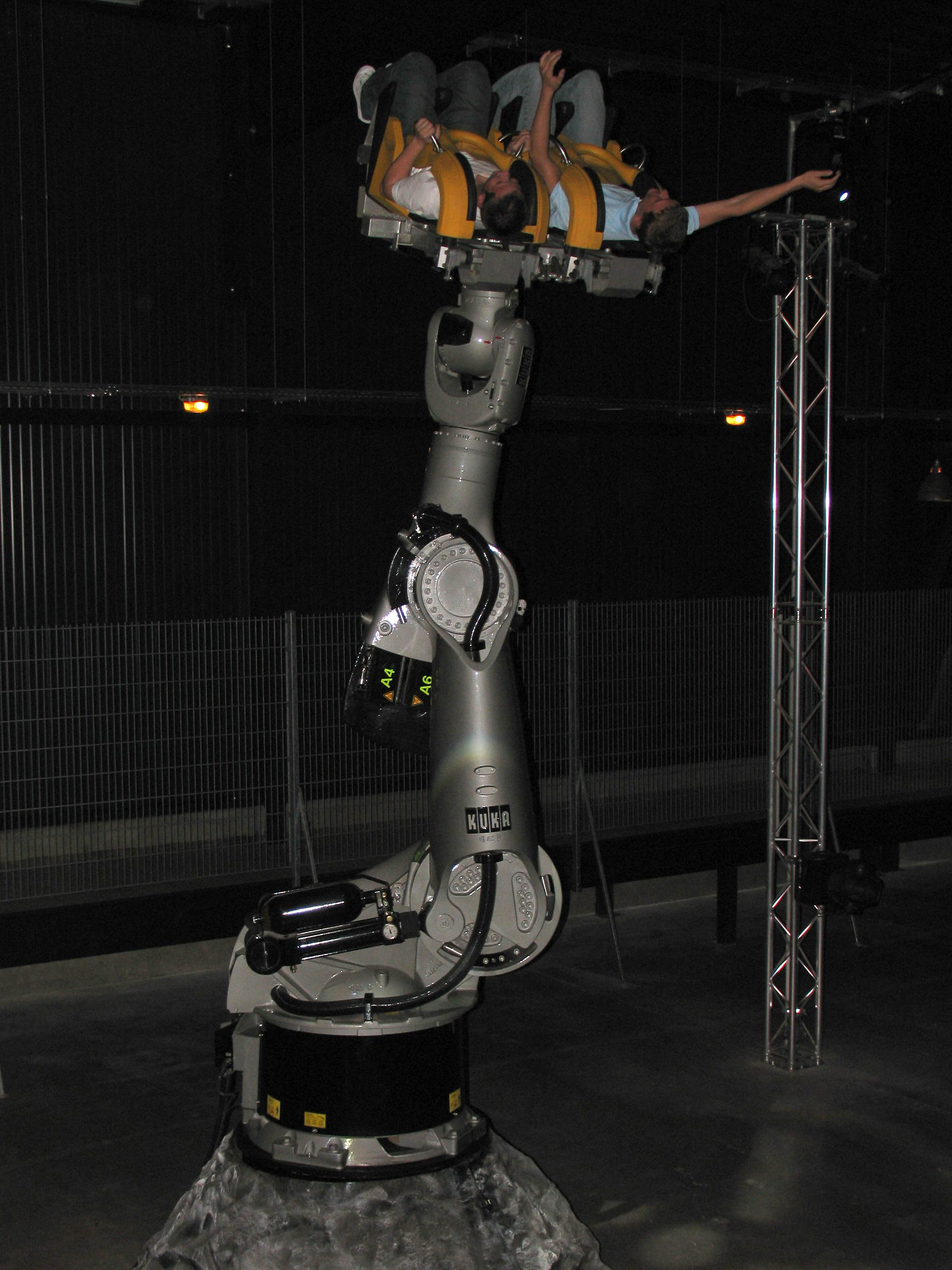
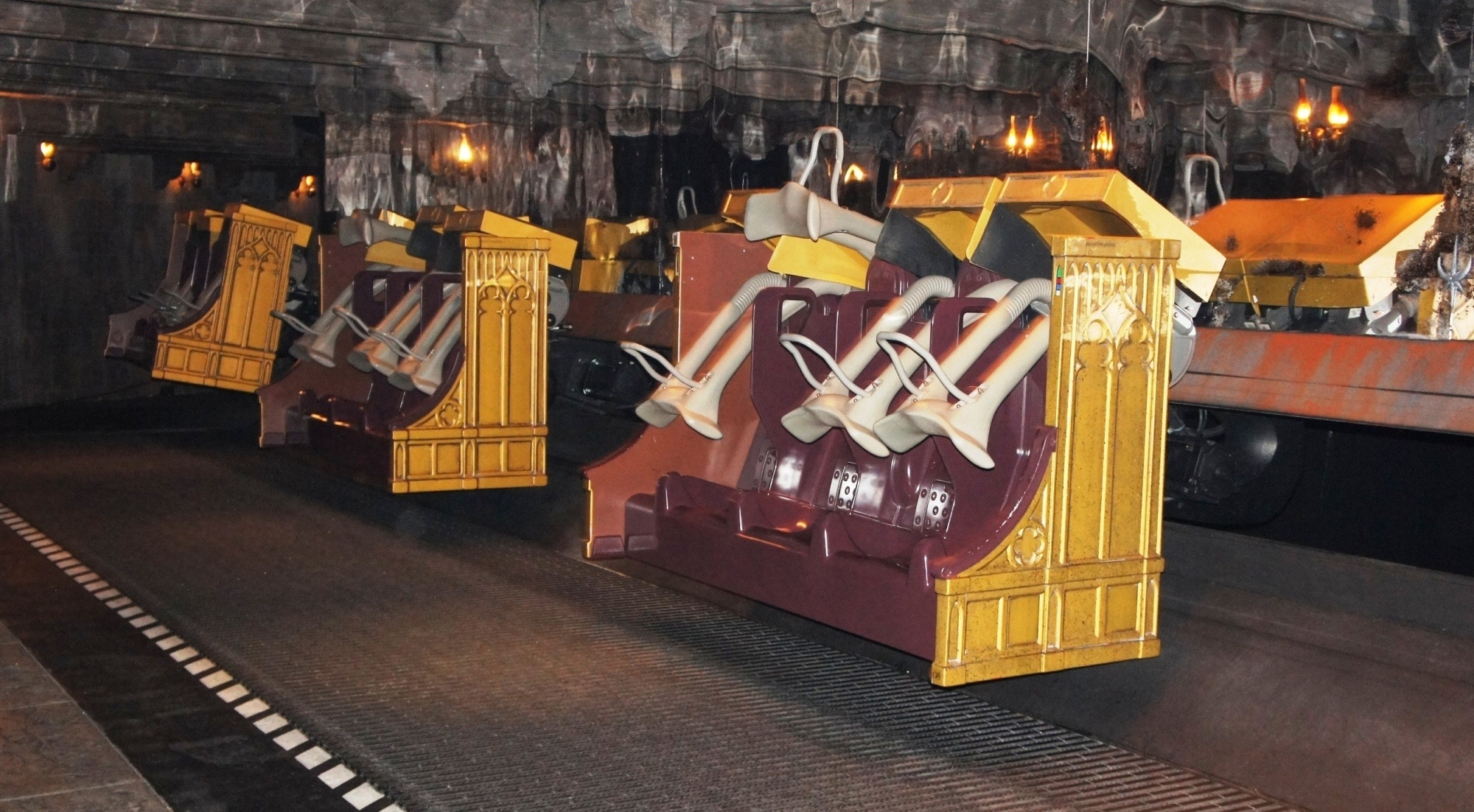
Harry Potter and the Forbidden Journey

## Wetenswaardigheden
De industriële robots van KUKA komen ook in verschillende films voor. Toen Goldfinger, de derde James Bond-film, in 1964 uitkwam, hadden de meeste mensen nog nooit van een laser gehoord. De laserscène in de James Bond-film Die Another Day (2002) is een hommage aan Goldfinger. Deze laser is nu echter geautomatiseerd. De laserrobots die naast Pierce Brosnan en Halle Berry staan, zijn industriële robots van KUKA. Na een demonstratie van KUKA voor de producenten van de film voegden de filmmakers een scène toe waarin Halle Berry tegen met laserstraling schietende robotarmen vecht.
Robots van KUKA verschenen in 2003 in Lara Croft Tomb Raider: The Cradle of Life en recent in Thunderbirds (2005). In de film The Da Vinci Code (2006) reikt een KUKA-robot Tom Hanks in een bank een kistje met een cryptex erin.
In 2001 ontwikkelde KUKA de Robocoaster, de eerste industriële robot ter wereld die personen draagt. De robot zorgt voor een achtbaanachtige bewegingssequentie voor twee passagiers, de rit kan worden geprogrammeerd. De Robocoaster wordt als flat rides en achtbaanritten in thema- en amusementsparken ingezet.